# Vjosa Osmani
Vjosa Osmani - Sadriu (Mitrovica, 17 maggio 1982) è una politica kosovara, dal 4 aprile 2021 Presidente della Repubblica del Kosovo dopo esserne stata dal novembre 2020 al marzo 2021 Presidente ad interim.

## Biografia
Nata nel 1982 a Mitrovica, dove ha completato gli studi fino alla scuola superiore, ha studiato giurisprudenza presso l'università di Pristina (Universiteti i Prishtinës) e in seguito ha conseguito master e dottorato presso l'Università di Pittsburgh. Divenuta docente universitario, insegna diritto internazionale in Kosovo. Osmani era la candidata alla carica di Primo ministro per la Lega Democratica del Kosovo (LDK) alle elezioni parlamentari kosovare del 2019.
Dal 5 novembre 2020 al 22 marzo 2021 è stata Presidente ad interim del Kosovo, in seguito alle dimissioni di Hashim Thaçi per affrontare il processo a suo carico per crimini di guerra presso il Tribunale speciale per il Kosovo a l'Aia

### Presidente del Kosovo
Alle elezioni parlamentari kosovare del 2021, Osmani ha fondato il suo partito politico, Guxo, e si è allineata con il partito Vetëvendosje di Kurti. Correndo su una piattaforma anticorruzione, il suo partito ha ottenuto sette seggi. Le elezioni hanno anche dato alle donne un terzo del parlamento da 120 seggi. 
Il 4 aprile 2021, l'assemblea ha eletto Osmani presidente del Kosovo durante il suo terzo turno di votazioni. Sebbene le elezioni siano state boicottate da due partiti di opposizione e da un partito che rappresenta la minoranza etnica serba in Kosovo, 82 membri del parlamento su 120 hanno espresso i loro voti durante il secondo giorno della sessione straordinaria. Osmani Ha ottenuto 71 voti, mentre 11 voti sono stati dichiarati non validi. Sempre quel giorno Osmani ha prestato giuramento per un mandato di cinque anni, diventando la seconda donna presidente del Kosovo.  Osmani ha dichiarato di voler normalizzare le relazioni tra Kosovo e Serbia e di perseguire coloro che avevano commesso crimini di guerra.

## Riconoscimenti
Nel 2017, Osmani ha ricevuto lo Sheth International Achievement Award dall'Università di Pittsburgh per i suoi contributi a favore della democrazia e dei diritti umani.

## Vita privata
Nel 2012, Osmani si è sposata con Prindon Sadriu, impiegato del Ministero degli Esteri del Kosovo. La coppia ha due gemelle.